# Vent de Helm
Le vent de Helm est un vent fort du nord-est qui souffle dans certaines conditions en Cumbria, en Angleterre, et affecte le versant sud-ouest du mont Cross Fell. C'est le seul vent nommé dans les îles Britanniques, bien que de nombreuses autres régions montagneuses de Grande-Bretagne subissent le même phénomène lorsque les conditions météorologiques sont favorables.
Son nom semble provenir de la forme en casque (helm en anglais) ou bonnet d'un nuage rotor qui se forme en aval des montagnes et connu comme la « barre de Helm ». Des recherches sur ce vent furent menées par Gordon Manley dans les années 1930, menant à la conclusion qu'il forme une onde stationnaire en aval des montagnes et un mur de foehn parallèle à la crête, ce qui fut confirmé en 1939 par des vols de planeurs.

## Description

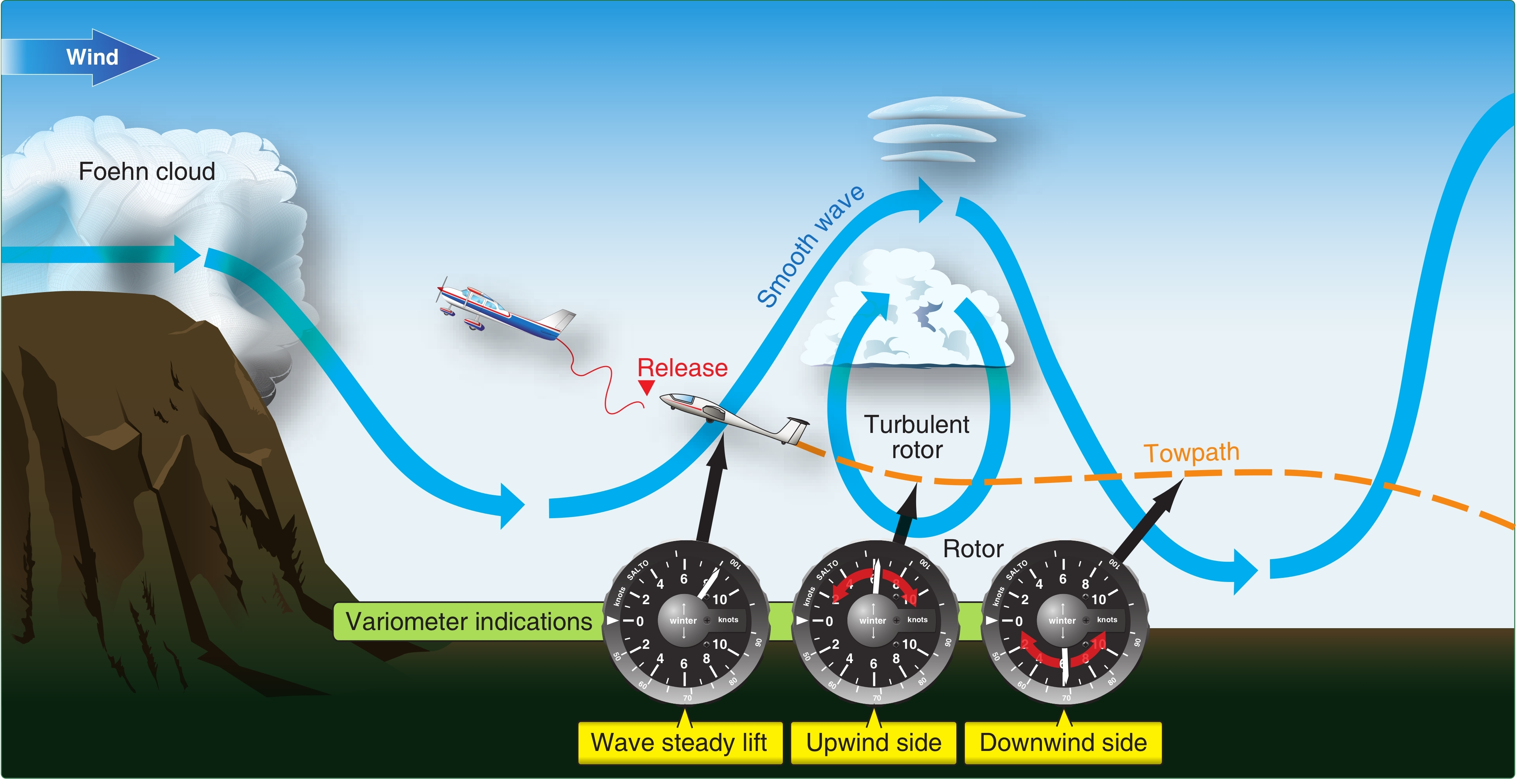
Structure d'un rotor associé des ondes orographiques. Le variomètre indique le taux de vitesse verticale en fonction de la position.

Le vent de Helm est essentiellement une onde orographique qui se produit lorsque la circulation atmosphérique est du nord-est dans une masse d'air stable, soufflant à angle droit par rapport aux montagnes Pennines au niveau du Cross Fell,. Il peut durer des jours en aval des montagnes mais il est ressenti le plus fortement à Milburn. La vitesse du vent s'intensifie en descendant de 600 mètres les pentes escarpés la vallée du fleuve Eden. Près de Penrith, il cesse brusquement, bien que son rugissement soit présent, pour remonter à quelques kilomètres en rafales du nord-est.
Le vent génère un mur de foehn le long des sommets des montagnes ou juste au-dessus d'eux, recouvrant parfois le sommet du Cross Fell, c'est le « nuage de Helm ». Une onde stationnaire s'établit sous le vent en aval de la chaîne de montagnes et si l'humidité est suffisante, un autre nuage cylindrique stationnaire, un rotor, se forme à peu près parallèlement à la pente sous le vent à environ 8 à 10 kilomètres de celle-ci,. C'est la « barre de Helm » sous laquelle les vents de surface sont presque nuls. Plus loin, le vent peut devenir léger de l'ouest en direction des montagnes,.
La distance entre le mur de foehn et la barre de Helm variera en fonction des conditions de température et de pression. Dans le rotor, l'air est turbulent car en convection atmosphérique alternant entre montée et descente. Le nuage se dissipe ou change de position lorsque la direction du vent change.
Ce vent est plus commun à la fin de l'hiver et au printemps. Des vents similaires avec les nuages associés se produisent ailleurs dans le Lake District et le long des Pennines. Plus au sud, le vallon du fleuve Eden a son propre vent de Helm balayant Mallerstang Edge, affectant particulièrement la partie centrale du vallon. Il peut être tout aussi féroce et peut souffler pendant deux jours ou plus, ressemblant parfois à un train express. Comme pour le vent à Cross Fell, son arrivée s'accompagne de la formation d'une dense calotte nuageuse (une « barre de Helm ») qui se forme le long des hauteurs du côté est du vallon.